# Hopfenberg (Waltershausen)
Der Hopfenberg ist ein bewaldeter Berg im Gebiet der Stadt Waltershausen, Ortsteil Winterstein im Landkreis Gotha.
Mit einer Höhe von 536,1 m ü. HN bildet der Hopfenberg die östliche Begrenzung des Emsetals im Gemeindegebiet. Der wohl an der westlichen und nördlichen Flanke gerodete Berg wurde im Mittelalter für den Hopfenanbau genutzt, daraus leitete sich der Bergname ab. 
Der felsige Südhang des Hopfenberges überragt das Sembachtal um etwa 125 Meter. Der im östlichen Sembachtal befindliche Kilianstein erinnert im Namen an die Heidenbekehrung des Missionars Kilian. Beeindruckend ist die Felswand am Treppenstein, dort befand sich zeitweise ein Steinbruch, der durch Sprengungen abgetragene Fels fand im Forstwegebau Verwendung.